# Propaleoterium
†Propaleoterium (Propalaeotherium) – wymarły rodzaj ssaków z rodziny Palaeotheriidae.
Propaleoterium jest przodkiem paleoterium i bliskim krewnym Hyracotherium, nie jest jednak przodkiem współczesnych koniowatych – jego linia wygasła bezpotomnie około 45 mln lat temu. W eoceńskich osadach na terenie współczesnych Niemiec odkryto wiele znakomicie zachowanych skamieniałości. Wiadomo, że kończyny propaleoteriów nie były zakończone kopytami, jak u współczesnych koni, lecz palcami – na przednich miały cztery palce, a na tylnych trzy. Stopy podścielone były miękkimi poduszkami. Propaleoterium osiągało wysokość 30–60 cm w kłębie.
Na podstawie skamieniałej zawartości żołądka wiadomo, że propaleoteria żywiły się owocami, które zbierały z leśnej ściółki.

## Gatunki[2]
- Propalaeotherium argentonicum
- Propalaeotherium hassiacum
- Propalaeotherium helveticum
- Propalaeotherium isselanum
- Propalaeotherium parvulum